# Gmina Morzeszczyn
Die Gmina Morzeszczyn ist eine Landgemeinde (gmina wiejska) in Polen. Sie liegt im Powiat Tczewski der Woiwodschaft Pommern. Ihr Sitz ist das Dorf Morzeszczyn (deutsch Morroschin, 1942–1945 Leutmannsdorf) mit 684 Einwohnern (2006).

## Gliederung
Zur Landgemeinde Morzeszczyn gehören elf Dörfer (deutsche Namen, amtlich bis 1945) mit einem Schulzenamt:
- Borkowo (Borkau)
- Dzierżążno (Dzierondzno)
- Gąsiorki (Gonsiorken)
- Gętomie (Gentomie)
- Kierwałd (Kehrwalde)
- Królów Las (Königswalde)
- Lipia Góra (Lindenberg)
- Majewo (Paulshof)
- Morzeszczyn (Morroschin)
- Nowa Cerkiew (Neukirch)
- Rzeżęcin (Resenschin, 1942–1945 Resen)

Weitere Ortschaften der Gemeinde ohne Schulzenamt sind:
- Bielsk
- Brzeźno
- Olsze
- Olszówka
- Piła (Pilla)
- Rzeżęcin-Pole
- Suchownia
- Ulgany

## Verkehr
Im Bahnhof Morzeszczyn zweigte die Bahnstrecke Morzeszczyn–Gniew von der Bahnstrecke Chorzów–Tczew ab.

## Persönlichkeiten
- Richard Plehn (1823–1882), Besitzer des Ritterguts Morroschin und Parlamentarier
- Petrus Dunajski (1869–1938), polnischer Geistlicher und Mitglied des Deutschen Reichstags, geboren in Dzierondzno
- Jan Klimek (1889–1939), polnischer Postbeamter und NS-Opfer, geboren in Morroschin.